# Annectacarus trivandricus
Annectacarus trivandricus är en kvalsterart som beskrevs av Haq 1978. Annectacarus trivandricus ingår i släktet Annectacarus och familjen Lohmanniidae. Inga underarter finns listade i Catalogue of Life.